# Susješno
Susješno (cyr. Сусјешно) – wieś w Bośni i Hercegowinie, w Republice Serbskiej, w gminie Foča. W 2013 roku liczyła 96 mieszkańców.